# الثریا
الثریا (به عربی: الثريا) شرکت مخابرات اماراتی است، که در زمینه ارائه خدمات تلفن‌های همراه ماهواره‌ای و اینترنت ماهواره‌ای فعالیت می‌کند.
شرکت الثریا در سال ۱۹۹۷ با سرمایه ۵۰۰ میلیون دلار، راه‌اندازی شد و در حال حاضر دارای ۳ ماهواره مخابراتی می‌باشد، که توسط شرکت بوئینگ ساخته و در مدار قرار گرفتند و امروزه خدمات خود را در بیش از ۱۶۲ کشور جهان عرضه می‌نماید.
دفتر مرکزی این شرکت در شهر ابوظبی، امارات متحده عربی قرار دارد و شرکت مخابرات امارات متحده عربی سهام‌دار اصلی شرکت ثریا بشمار می‌آید.